# Moguer (Gerichtsbezirk)
Der Gerichtsbezirk Moguer ist einer der sechs Gerichtsbezirke in der Provinz Huelva.
Der Bezirk umfasst 5 Gemeinden auf einer Fläche von 610,82 km² mit dem Hauptquartier in Moguer.

## Gemeinden
| Gemeinde              | Einwohner (2024) | Fläche km² | Dichte Einw./km² | Cod INE | Postleitzahl |
| --------------------- | ---------------- | ---------- | ---------------- | ------- | ------------ |
| Bonares               | 6.153            | 65,23      | 94               | 21014   | 21830        |
| Lucena del Puerto     | 3.388            | 69,27      | 49               | 21046   | 21820        |
| Moguer                | 23.551           | 203,45     | 116              | 21050   | 21800        |
| Niebla                | 4.284            | 223,62     | 19               | 21053   | 21840        |
| Palos de la Frontera  | 12.663           | 49,25      | 257              | 21055   | 21810        |
| Gerichtsbezirk Moguer | 50.039           | 610,82     | 82               | –       | –            |